# 短狼鱈
短狼鱈，為輻鰭魚綱鱈形目無鬚鱈科的其中一種，分布於西北大西洋加拿大、東北大西洋愛爾蘭至西撒哈拉外海海域，為深海魚類，深度150-997公尺，體長可達52.5公分，棲息在泥底質大陸坡底層水域，生活習性不明。